# Башня Банка Китая (Гонконг)
Башня Банка Китая (англ. Bank of China Tower) — один из самых узнаваемых и известных небоскрёбов в Гонконге. Здание является местной штаб-квартирой Банка Китая.
Дизайн был разработан американцем китайского происхождения Бэй Юймин. Высота здания — 315 метров, с двумя антеннами — 369 метров. 70-этажное здание построено в 1989 году. Расположено рядом со станцией Central Station Гонконгского метро. Здание было самым высоким в Гонконге и Азии с 1989 по 1992 годы, первым зданием в мире вне США, которое преодолело высоту в 305 метров. Это значит, что оно в год завершения (1990) было высочайшим зданием в мире, исключая здания в США. По состоянию на 2015 год оно всего лишь четвёртое по высоте в самом Гонконге, 25-е по высоте в Азии и 32-е по высоте в мире.
Здание было подвергнуто критике сторонниками фэн-шуя, и архитектору пришлось вносить некоторые изменения в план постройки, так как в Китае фэн-шуй имеет огромное влияние на общество в целом.
Небольшая смотровая площадка на 43 этаже открыта для публичного входа (на состояние апреля 2017 года площадка закрыта); главная же смотровая площадка, расположенная на 70-м этаже, закрыта для посетителей.
Башня отличается своим футуристическим и необычным дизайном, что сделало её популярной среди жителей и гостей города. Это единственное здание Гонконга, которое имеет аналоги в компьютерных играх, например, в SimCity 3000 и SimCity 4. Здание также было подвергнуто цифровой обработке и показано в фантастическом сериале Звёздный путь: Вояджер, а также в фильме Морской бой.
Адрес здания: 1 Garden Road, Центральный Гонконг.

## Галерея

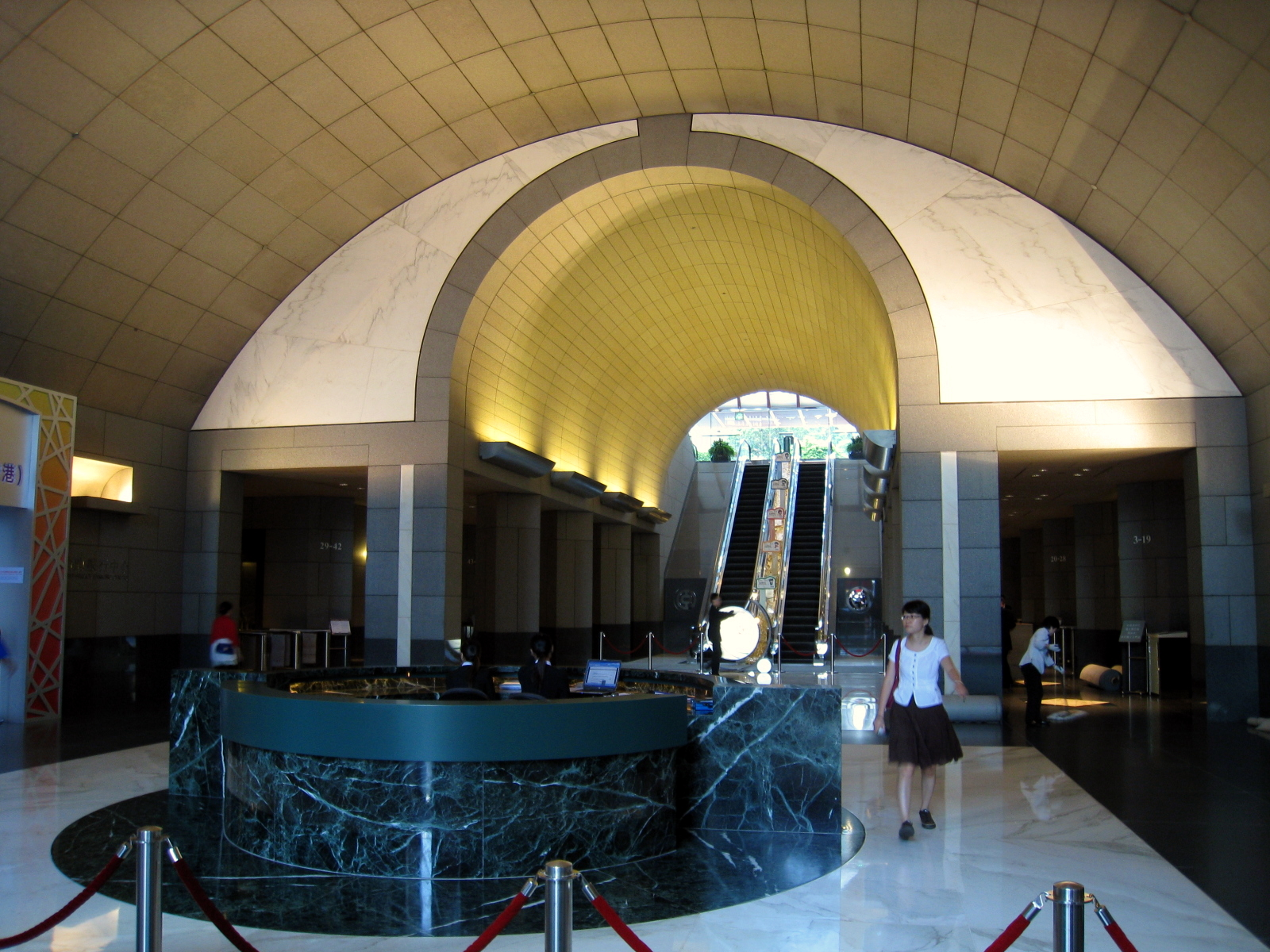
Вестибюль здания
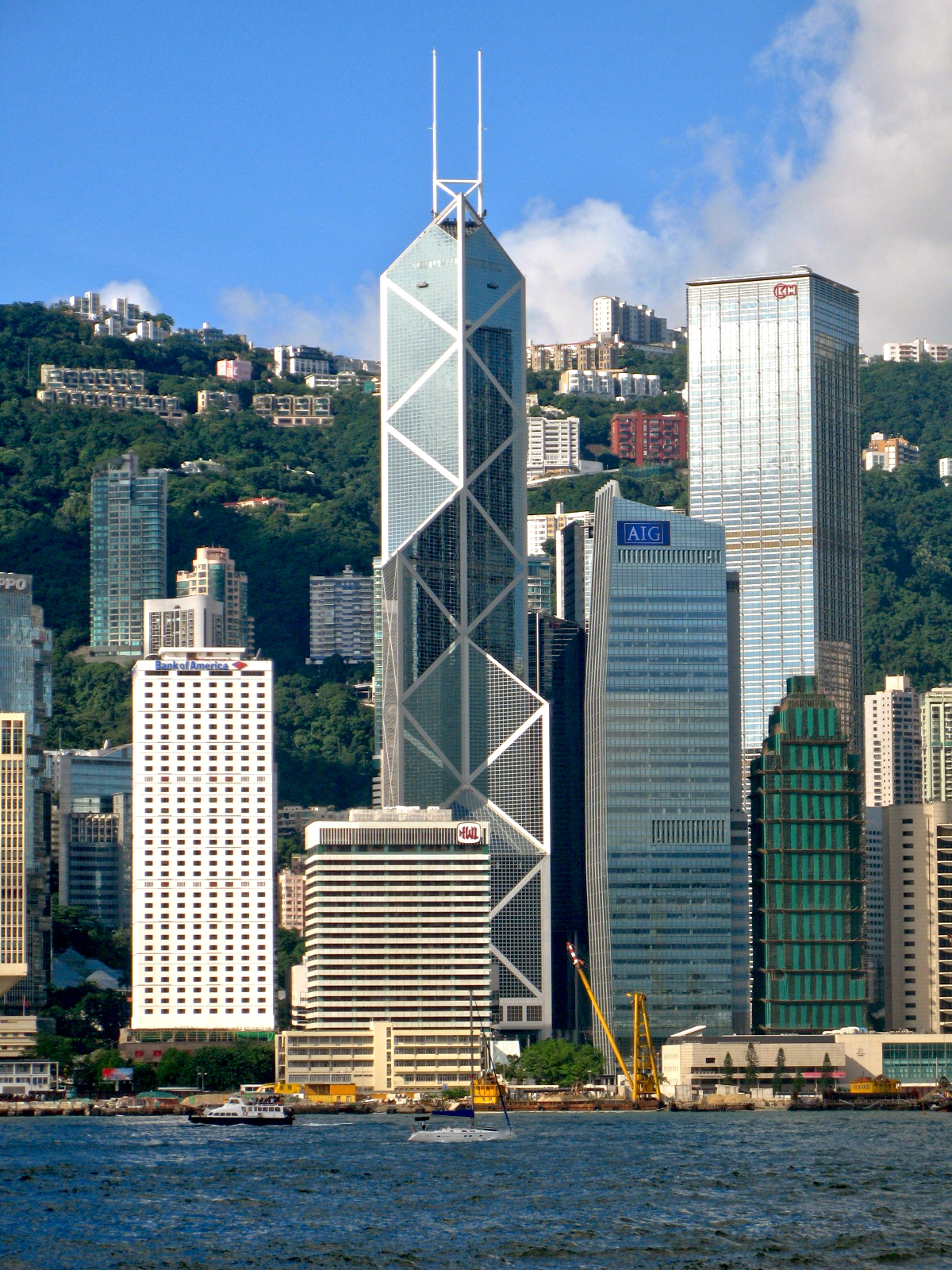
Башня Банка Китая утром
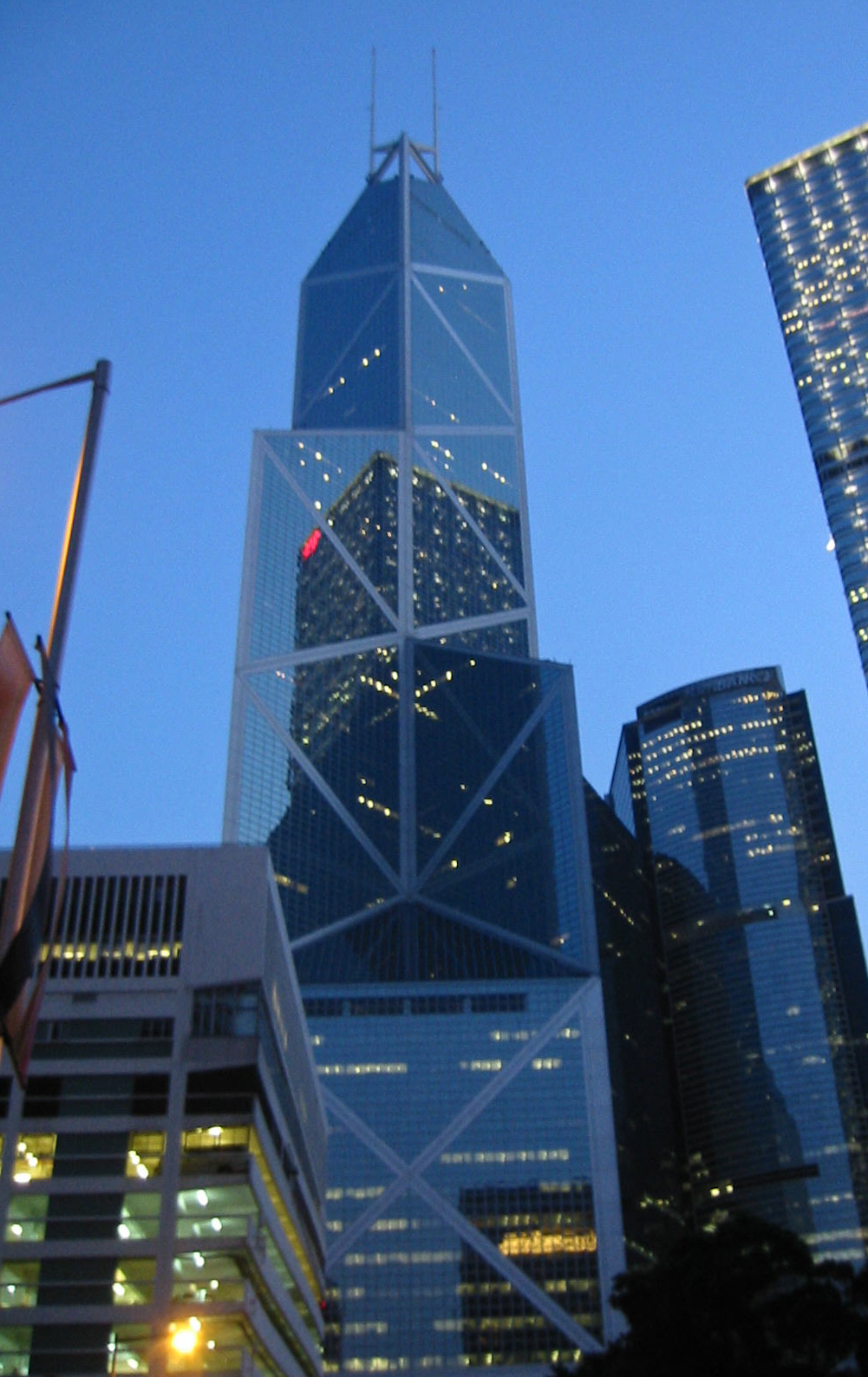
Башня Банка Китая ночью
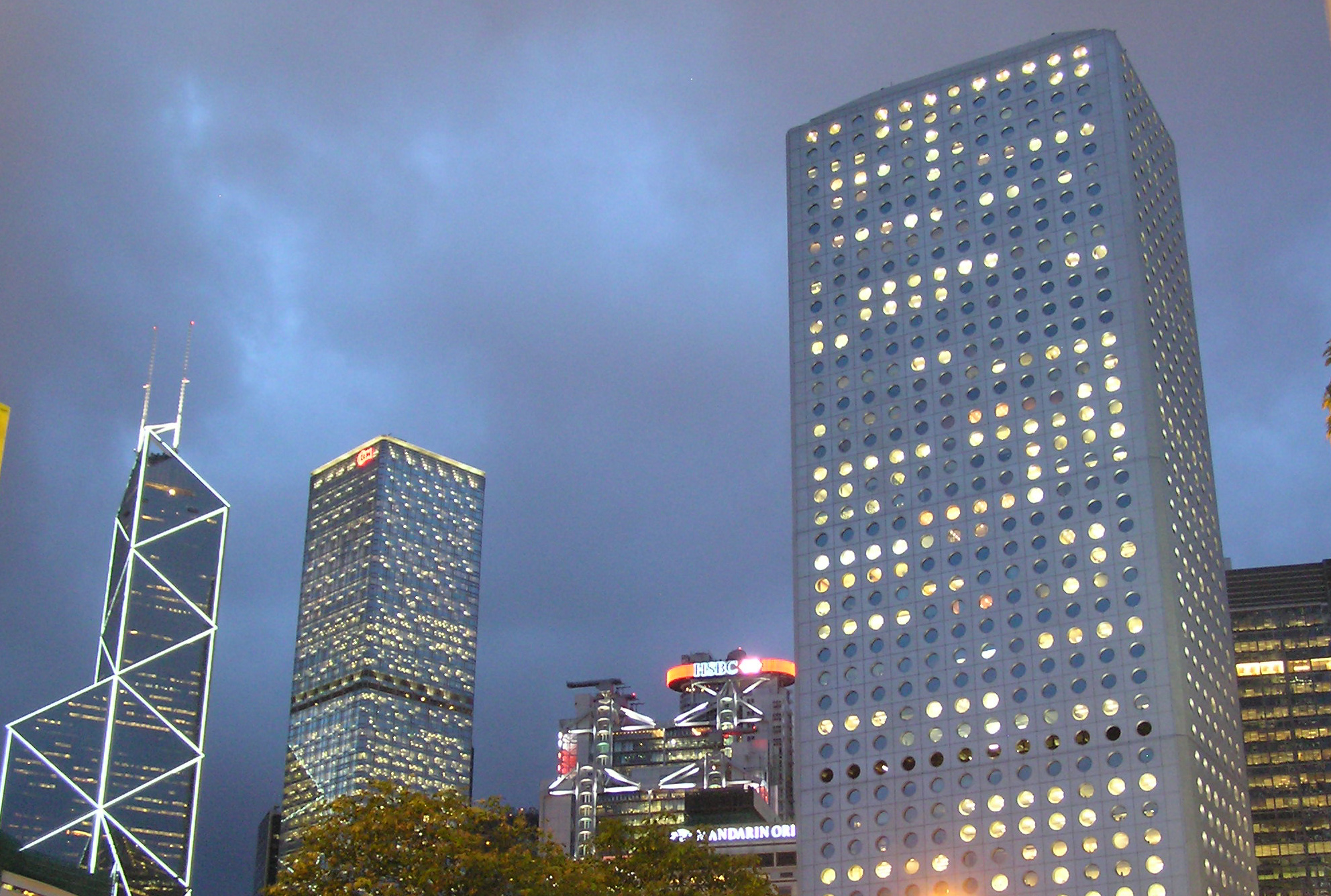
Башня Банка Китая